# Historia de Suazilandia

Bandera de Suazilandia.

La Historia de Suazilandia (oficialmente Reino de Esuatini)  empieza con la de los primeros asentamientos humanos en la Prehistoria. La creación del primer estado suazi se produjo ya en el siglo XVI con la llegada de bantúes provenientes de la zona de Mozambique. Tras estar bajo protectorado neerlandés pasó al Reino Unido, de quien se independizó en 1968. Tras la independencia el monarca Sobhuza II instauró un régimen absolutista hasta que su hijo y heredero reinstauró la democracia en 1992.

## Época precolonial
Las evidencias más antiguas de presencia humana en Esuatini se conocen gracias a yacimientos encontrados, que datan de hace más de 100.000 años. Sin embargo, las primeras evidencias de agricultura y del uso del hierro datan del siglo IV. En el siglo XI, los sotho y los nguni comenzaron a colonizar su territorio.
En el siglo XVI, un grupo de los amagwanes de etnia bantú se separó de los nguni, y procedentes de la región situada entre Natal y lo que hoy en día es Mozambique, se establecieron en la zona, tomando su nombre del de su primer rey, Mswati I (1460 - 1520). Más tarde, en 1820, durante el período del Mfecane, el reino pasó a ser controlado por los zulúes, liderados por el rey Shaka, quienes los forzaron a huir hacia el noreste. Sobhuza I, jefe del clan Dlamini, reunió los restos de las tribus que Shaka había desestructurado —incluyendo desertores zulúes y los remanentes regionales de los bosquimanos—, y se estableció en el área central de la Suazilandia actual. Aquí los swazis continuaron con el proceso de expansión conquistando pequeñas tribus de habla Sotho y Nguni para aumentar el estado hoy llamado Esuatini, situado en el nordeste de KwaZulu-Natal.
La reina Lojiba Simelane, fue la regente durante el período de 1836 a 1840, a quien siguió Mswati II en 1840.

## Periodo colonial
Mswazi II instituyó un ejército permanente y estableció buenas relaciones con los colonos europeos, otorgándoles concesiones. En un principio el país estuvo bajo el protectorado neerlandés de Transvaal, para pasar a estar bajo protectorado británico tras la Guerra de los Bóer en 1906, dentro de lo que se conoció como el Alto Comisariado de África del Sur. A partir de 1961 el cargo de Alto Comisario de África del Sur estuvo ejercido por el embajador del Reino Unido en la República de Sudáfrica.
Existían dos consejos, uno que representaba los intereses de los europeos atraídos por las minas de oro, estaño y diamantes del país, y otro llamado Consejo Nacional Suazi que defendía los de la población nativa. En 1963 se instituyó un consejo legislativo electivo que obtuvo la autonomía interna en 1967. El partido monárquico, Movimiento Nacional Imbokodvo (INM) ganó todos los escaños y su líder, Makhosini Dlamini fue nombrado primer ministro.

## Esuatini como país independiente
El 6 de septiembre de 1968, Sobhuza II proclamó la independencia de Suazilandia (Actual Esuatini). En las elecciones de 1972, el INM ganó por mayoría perdiendo sólo tres escaños frente al Congreso de Liberación Nacional Ngwane, principal partido de la oposición.
En abril de 1973, Sobhuza II abolió la constitución, prohibió los partidos políticos y disolvió el Parlamento, reemplazándolo, en 1978, por una serie de asambleas tribales o Tinkhundla, un nuevo Parlamento, el Libandla, y un Liqoqo o Consejo Supremo. El monarca murió en 1982 dejando al frente del país al príncipe Makhosetive y a su madrastra, la Reina Regente Dzeliwe. Bhekimpi Dlamini, representante de los tradicionalistas, fue nombrado primer ministro e hizo sustituir a la regente por Ntombi, viuda de Sobhuza II y madre del príncipe heredero.
Makhosetive fue coronado el 26 de abril de 1986 como Mswati III, tras lo que realizó algunas reformas. Eliminó el Liqoqo, destituyó al primer ministro Bhekimpi Dlamini y disolvió el Parlamento convocando nuevas elecciones. Nombró un nuevo primer ministro, Sotsha Dlamini, en 1987, y otro, Obed Dlamini, en 1989. El nuevo monarca firmó un tratado de no agresión con Sudáfrica en 1982, llegando a defender públicamente a este país y a encarcelar a miembros del Congreso Nacional Africano.
Tras los cambios políticos en Sudáfrica, las demandas de libertades democráticas hacia el régimen cobraron nueva fuerza, hasta que en 1992, el Movimiento Popular Democrático Unido fue legalizado, y posteriormente en 1993 se celebraron elecciones nacionales. Sin embargo, en las últimas elecciones legislativas en Suazilandia del 21 de octubre de 2003, los partidos políticos habían sido nuevamente ilegalizados, pudiendo solo ser elegidos aquellos ciudadanos no relacionados con ningún partido político.
A raíz de presiones internacionales, en 2001 se creó una Comisión para dotar al país de una constitución tras la de 1968 que fue abolida en 1973. En mayo de 2003 y noviembre de 2004 fueron publicados los esbozos a fin de que se debatieran públicamente. Sin embargo, fueron seriamente criticados por organizaciones sociales civiles en Esuatini y organizaciones de derechos humanos en el exterior. En julio de 2005 la nueva constitución fue aprobada y en febrero de 2006 entró en vigencia, a pesar de que aún sigue existiendo en el país un intenso debate sobre el tema.
Esuatini sigue manteniendo disputas territoriales por la provincia sudafricana de KwaZulu-Natal.
En junio de 2014, el primer ministro Thomas Thabane suspendió el parlamento debido a un conflicto dentro de su coalición, lo que generó críticas de que estaba socavando al gobierno. En agosto, después de que Thabane intentara destituir al teniente general Kennedy Tlai Kamoli de la jefatura del ejército, el primer ministro huyó del país alegando que se estaba produciendo un golpe de Estado. Kamoli negó que se hubiera producido ningún golpe.